# 艾德·布朗·伊德耶
艾德·布朗·伊德耶（英語：Aide Brown Ideye，1988年10月10日—）生于尼日利亚的耶纳戈阿市，是一名足球运动员，司职前锋，目前效力于西甲的马拉加。

## 生涯
2003年，伊德耶在巴耶尔萨联开始了职业生涯，并一直效力至2006年7月1日，而后倒戈与巴耶尔萨联的对手海洋男孩签约。在现任卡杜纳联足球俱乐部经理莫里斯·科勒曼的带领下，伊德耶于他在海洋男孩的第一个赛季就赢得了尼日利亚超级联赛的冠军。与队友Stehpen Worgu，队长Blessing Okardi和门将Ikechukwu Ezenwa相比，这位身材修长的球员享有与其实力不符的低评价。2008年1月，伊德耶搬到欧洲，并与瑞士球队纳沙泰尔签约。在此之前，他曾造访荷兰，与威廉二世谈判，但未能与之签约。在纳沙泰尔效力三年之后，伊德耶离开了纳沙泰尔，签约索肖。
2014年7月18日伊德耶以破球會紀錄從基輔戴拿模轉投英超球會西布朗，實際金額沒有透露，估計約1,000萬英鎊，簽約三年。

## 国家队生涯
2007年，伊德耶代表尼日利亚出征在加拿大举办的世界青年足球锦标赛。在整届赛事上，他出战4场，并在对阵哥斯达黎加时攻入1球。之后，他在23岁以下国家队效力，直到2010年5月，他被召集到国家队一队，加入备战在南非举办的世界杯的30人球队里。最初，出战世界杯的23人大名单里没有他的名字，但随后因为米基爾由于膝伤原因无法出征，伊德耶得以顶替他出战南非世界杯。